# Phyllorhynchus decurtatus
Phyllorhynchus decurtatus là một loài rắn trong họ Rắn nước. Loài này được Cope mô tả khoa học đầu tiên năm 1868.